# Vlag van Aalst
De vlag van Aalst werd door de gemeenteraad op 7 mei 1984 officieel vastgesteld als de gemeentelijke vlag van de Oost-Vlaamse gemeente Aalst. Op 5 maart 1985 werd hij door het Bestuur van Vlaanderen bevestigd en uiteindelijk gepubliceerd op 8 juli 1986 in het officiële Belgisch Staatsblad.
Officieel wordt de vlag beschreven als:
Drie even lange banen van rood, van wit en van geel, met op het wit een rood zwaard paalsgewijze geplaatst.
De kleuren van de vlag en het zwaard zijn die van het gemeentewapen; de witte baan met het zwaard is een reproductie van het oude vaandel van Aalst (maar de oorspronkelijke kleur van het zwaard is onbekend). Dit vaandel staat nog steeds afgebeeld op de eremedailles die de gemeente Aalst toekent, bijvoorbeeld onlangs aan de organist en componist Flor Peeters.

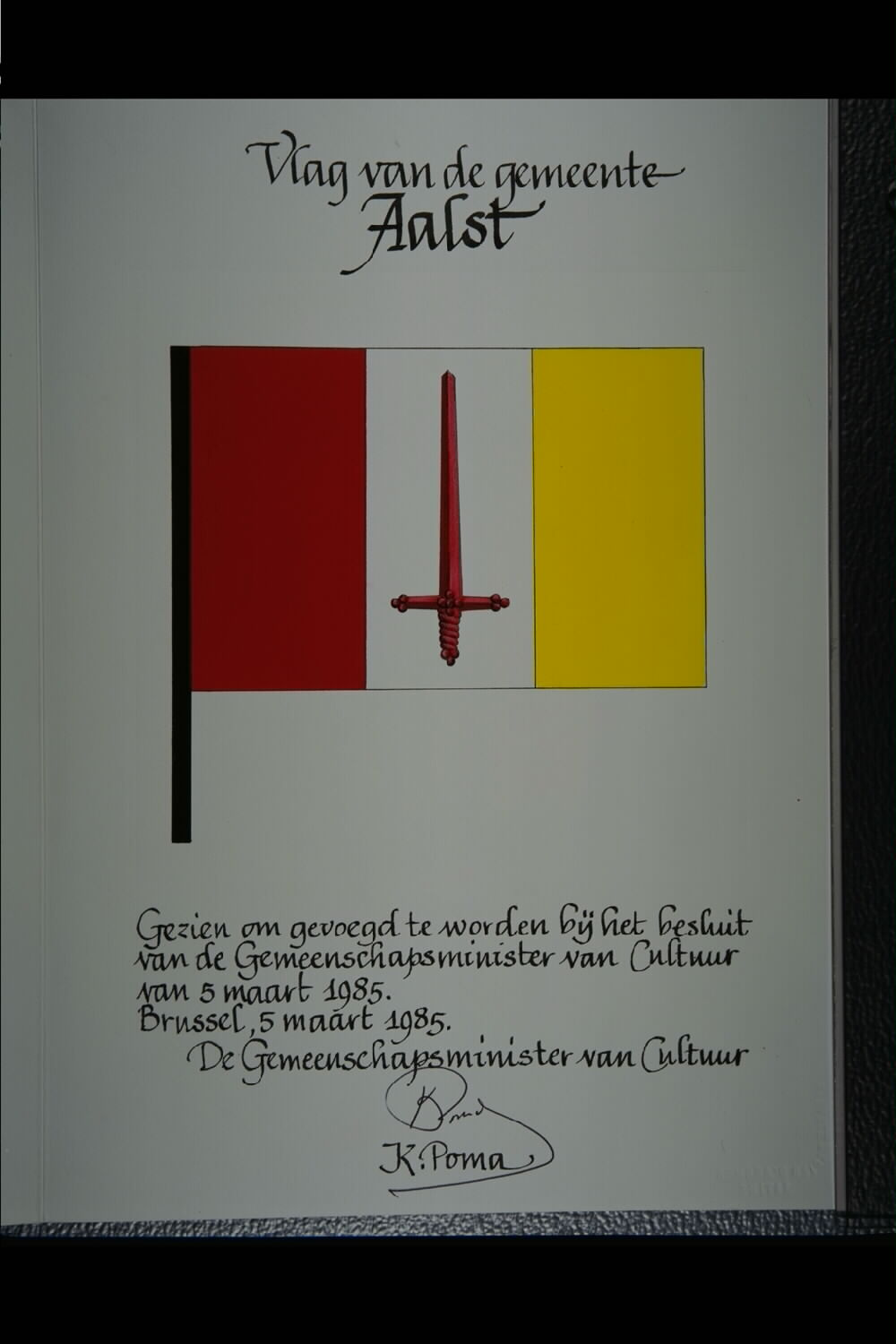
Ontwerp vlag getekend door Karel Poma

## Eerdere vlag
Op 1981 was een eerdere vlag aangenomen die als volgt kan worden beschreven:
Vier even lange banen van rood, van wit, van rood en van wit
De vorige vlag werd door de gemeenteraad op 30 juni 1981 officieel vastgesteld. Op 2 februari 1982 werd hij door het Bestuur van Vlaanderen bevestigd en uiteindelijk gepubliceerd op 21 april 1982 in het officiële Belgisch Staatsblad. Het lijkt erop dat de huidige vlag van Aalst tegelijkertijd werd aangenomen, en dus een paar jaar later opnieuw werd aangenomen.

Voorgaande vlag (1981-1984)